# 北原氏左鮃
北原氏左鮃（学名：Laeops kitaharae），又名北原左鮃;扁魚、皇帝魚、半邊魚、比目魚，为輻鰭魚綱鰈形目鰈亞目鮃科左鮃屬下的一个种，為熱帶海水魚，棲息深度70-300公尺，分布於印度西太平洋區，包括泰國、日本、臺灣、中國、香港及韓國等海域，體長可達20公分，棲息在底層水域，生活習性不明。